# 迪伦·沃瑟斯庞
迪伦·沃瑟斯庞（英語：Dylan Wotherspoon，1993年4月9日—），来自新南威尔士州，澳大利亚男子曲棍球运动员。他曾代表澳大利亚国家队参加2018年英联邦运动会曲棍球比赛，获得一枚金牌。